# Oripavin
Oripavin ist ein Alkaloid der Opiatgruppe, welches chemisch verwandt ist mit Thebain, dessen Hauptmetabolit es auch ist.

## Vorkommen

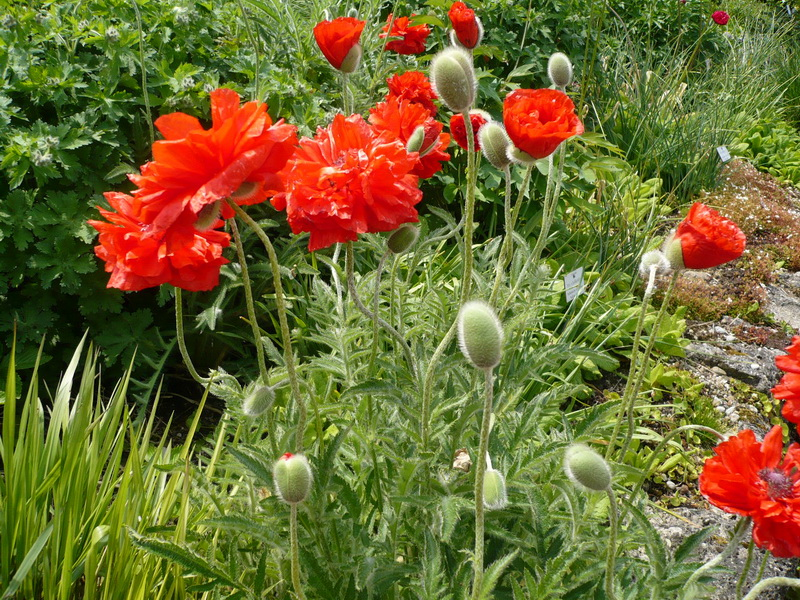
Mohn, Papaver orientale, dessen Milchsaft Oripavin enthält.

Oripavin ist der Hauptbestandteil der Alkaloide im Milchsaft des Orientalischen Mohns (Papaver-orientale), bis zu 0,15 % sind dort enthalten. (nach Lyle E. Craker & James E. Simon)

## Pharmakologie
Oripavin ist ein prototypisches Molekül für eine Reihe von semi-synthetischen Opiaten, wie z. B. Etorphin oder Buprenorphin. Obwohl seine analgetische Potenz der von Morphin nahekommt, wird es aufgrund seiner geringen therapeutischen Bandbreite und vor allem wegen seiner hohen Toxizität nicht medizinisch verwendet.
Anhand von Tests mit Ratten und Mäusen erkannte man, dass toxische Dosen bei den Tieren tonisch-klonische Anfälle auslösen, es folgte danach der Tod des Tieres. Eine ähnliche Wirkung auf Versuchstiere ergab sich auch bei Tests mit Thebain.
Oripavin hat trotz seiner toxischen Eigenschaften ein relativ hohes Potential für die Ausbildung einer Abhängigkeit. Diese ist deutlich größer als jene von Thebain, dennoch etwas niedriger als die von Morphin.

## Rechtliche Situation
Aufgrund der erkannten Missbrauchsfähigkeit von Oripavin, vor allem durch die einfachen synthetischen Verfahren zur Umwandlung zum nichtmedizinischen Gebrauch in potente Opium-Derivate, hat die WHO bereits im Jahr 2003 eine Aufnahme in die Betäubungsmittelkontrolle empfohlen. In Deutschland ist seit März 2008, nach BtMG Änderungsbeschluss vom 18. Februar 2008 Oripavin in die Anlage-II des Betäubungsmittelgesetz (BtMG), als verkehrsfähige, aber nicht verschreibungsfähige Substanz aufgenommen worden.
In den USA ist Oripavin derzeit laut des Controlled Substances Act durch die DEA (Drug Enforcement Administration) in „Schedule-II“ eingetragen worden. Die in Schedule-II gelisteten Substanzen sind nach drei Hauptpunkten aufgenommen, ein wichtiger darunter u. a. die Bewertung des physischen- und psychischen Abhängigkeitsgrades, sowie der therapeutische und medizinische Nutzen. Theoretisch wäre Oripavin demnach verschreibungsfähig, da Schedule-II Substanzen, unter strenger behördlicher Aufsicht durch die DEA, verschrieben werden können. Das System ist vergleichbar mit der BtMG Anlage-III in Deutschland, wonach über behördlich kontrollierte Betäubungsmittelrezepte diese Substanzen verordnet werden können.